# هونگانجی کننیو

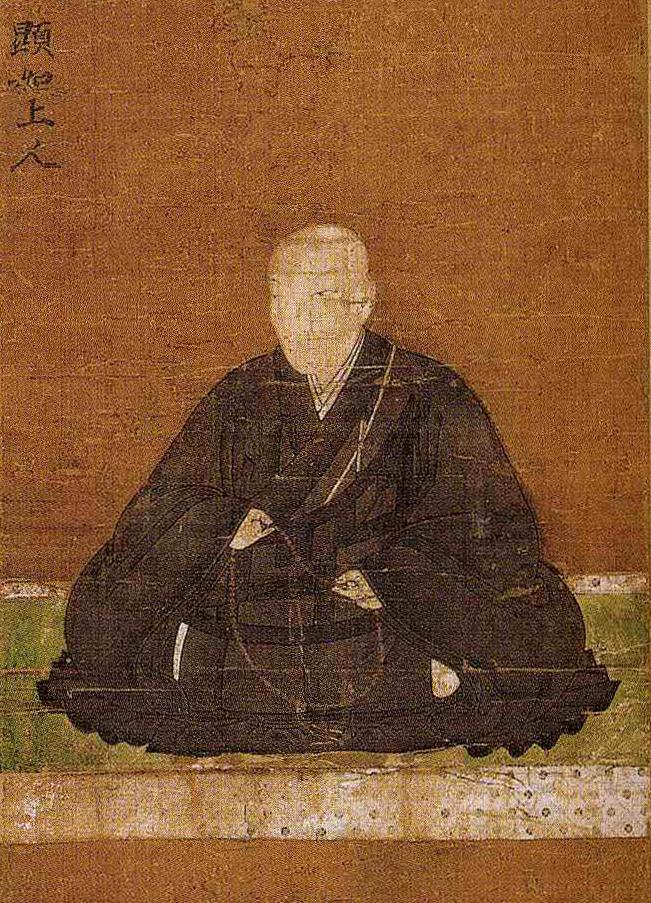
کوسا

کوسا (به ژاپنی: 光佐 Kōsa)، کننیو هونگان جی (به ژاپنی: 本願寺 顕如 Hongan-ji Kennyo)، کننیو (۱۵۴۳–۱۵۹۲) یازدهمین رهبر معبد هونگان در کیوتو، رهبر و راهب بزرگ معبد ایشی‌یاما هونگان، قلعه نظامی متعلق به ایکو-ایکی (راهبان بودایی جنگجو و دهقانان مخالف حکومت سامورایی) در طول محاصره این معبد در اواخر دوره سنگوکو بود.

## زندگی‌نامه
در سال ۱۵۷۰، تاکدا شینگن، که از طریق ازدواج با کننیو وصلت خانوادگی داشت، با سه رقیب اصلی مواجه شد: اودا نوبوناگا، توکوگاوا ایه‌یاسو و اوئسوگی کنشین. او از راهب بزرگ کننیو کمک خواست، کننیو فرماندهان ایکو-ایکی را (که مونتو نیز خوانده می‌شود) در ولایت کاگا متقاعد کرد تا علیه اوئسوگی کنشین شورش کنند.
چند سال بعد، پس از مرگ تاکدا شینگن، کننیو با کمک خاندان موری به مبارزه با اودا نوبوناگا برخاست و توانست با محاصره معبد هونگان مقابله کند. محاصره و نبرد ایشی‌یاما هونگان در سال ۱۵۷۰ توسط اودا نوبوناگا آغاز شد و احتمالاً طولانی‌ترین محاصره تاریخ ژاپن این محاصره بوده است. طبق دستورالعمل استراتژیک کننیو که دفاع به همراه اتحاد بود، قلعه، از همه لحاظ غیرقابل نفوذ بود، و ناوگان دریایی موری برای مدت زمانی توانست از طریقی مواد مورد نیاز معبد ایشی‌یاما هونگان را از طریق دریا تأمین کند. کننیو (و خاندان موری) از تاکدا کاتسویوری (پسر شینگن) و اوئه‌سوگی و همچنین ارتش ایکو- ایکی دیگر ولایت‌ها، برای حمله به نوبوناگا و رهایی از محاصره درخواست کمک کردند. اما نه تاکدا و نه اوئه‌سوگی به درخواست آنها پاسخ ندادند.
هنگامی که نوبوناگا به قلعه با ۳۰۰۰ نفر نیرو حمله کرد، راهبان با ۱۵۰۰۰ نفر نیرو به وی پاسخ دادند؛ سپس نوبوناگا به متحدان کننیو، خاندان آساکورا، خاندان اوئسوگی و خاندان آزای و همچنین سایر مراکز راهبان ایکو- ایکی حمله کرد. کننیو نامه ای به پیروان ایکو-ایکی در ولایت‌های موساشی و ولایت ساگامی ارسال کرد و از آنها خواست که سریعاً تدارکات و نیرو به معبد هونگان ارسال کنند. در سال ۱۵۸۰ با تمام شدن ذخایر داخل معبد مدافعان معبد هونگان بیش از این نتوانستند به دفاع خود ادامه بدهند. نوبوناگا به کننیو دستور داد تا قلعه را تخلیه کرده و به اوساکا برود. کوسا با متحدانش، به ویژه خاندان موری، مشورت کرد و سپس به سمت ولایت کی رفت و امیدوار بود که بتواند دوباره نیروهای خود را تقویت کند. وی پسرش کیونیو را به عنوان مسئول معبد هونگان در معبد باقی گذاشت، پس از مدتی، پسر وی با درخواست رسمی امپراتور ژاپن تسلیم شد. پس از اینکه راهبان معبد هونگان را ترک کردند، این معبد به طرز مرموزی سوزانده شد و عامل آن مشخص نشده است.
علیرغم این شکست باورنکردنی، کوسا به فرقه ایکو و ایده بازپس‌گیری یک قلعه مرکزی معبد جامع برای این فرقه پایبند ماند. او شروع به کمک گرفتن از فرقه گرایان ایکو برای کمک به تویوتومی هیده‌یوشی کرد تا لطف هیده‌یوشی را به دست آورد. در سال ۱۵۸۳، کوسا جنگجویان ایکو را برای آزار و اذیت دشمن هیدیوشی، شیباتا کاتسوئی فرستاد، و در سال ۱۵۸۷ پیام‌هایی را به کیوشو فرستاد و از رهبران ایکو خواست که به عنوان راهنمای ارتش هیده‌یوشی در ولایت ساتسوما عمل کنند. در سال ۱۵۸۹، تویوتومی هیده‌یوشی آرزوی کوسا را برای یک هونگان جی جدید برآورده کرد. این مکان زیارتگاه ایلخانی شینران در کیوتو بود. در سال ۱۵۹۱ منتقل شد و اکنون به نام نیشی هونگان جی شناخته می‌شود.

## در فرهنگ عامه
در داستان‌های تخیلی، کوسا معمولاً با نام هونگانجی کنیو ظاهر می‌شود. کنیو به عنوان یک شخصیت غیرقابل بازی در بازی‌های ویدیویی کوئی، جنگجویان سامورایی، کسن سه و موری موتوناری: چیکای نو سانشی، و به عنوان یک شخصیت قابل بازی در سنگوکو باسارا شرکت کپکام ظاهر می‌شود، جایی که او به عنوان یک رهبر چاق و حریص یک فرقه مذهبی به تصویر کشیده می‌شود. .
Kennyo همچنین شخصیتی در Ikémen Sengoku است، یک بازی شبیه‌ساز دوستیابی که توسط Cybird در سال ۲۰۱۵ منتشر شد.